# Anolis lyra
Anolis lyra — вид ігуаноподібних ящірок родини анолісових (Dactyloidae). Мешкає в Колумбії і Еквадорі.

## Поширення і екологія
Anolis lyra мешкають на тихоокеанському узбережжі Колумбії (на південь від Чоко) і північно-західного Еквадору. Вони живуть у вологих тропічних лісах, на висоті до 1000 м над рівнем моря.